# Syzygium brongniartii
Syzygium brongniartii là một loài thực vật có hoa trong Họ Đào kim nương. Loài này được (Merr. & L.M.Perry) J.W.Dawson miêu tả khoa học đầu tiên năm 1999.